# Molossos

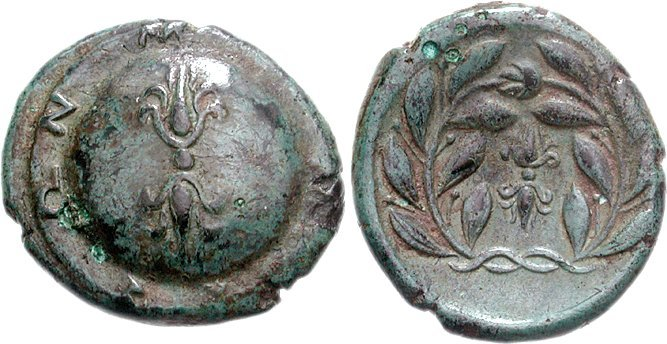
Moneda de l'Epir amb el nom dels molossos

Mapa que mostra els dialectes regionals del grec durant el període clàssic

Els molossos (en grec antic: Μολοσσοί) eren una de les tribus que habitaven l'Epir.
A l'època de les guerres mèdiques estaven governats per un rei anomenat Admet, que vivia de forma molt senzilla a la seva capital. Aquest rei va acollir Temístocles quan es va presentar davant seu com a suplicant, segons diu Tucídides. Tàrips era el fill o el net d'Admet i era menor d'edat a l'inici de la guerra del Peloponnès. Es va educar a Atenes i va ser el que va introduir entre els molossos la civilització hel·lènica. Els molossos sempre van tenir rei, segurament pel poder limitat que tenia el sobirà, ja que el rei amb els seus súbdits es reunien periòdicament a Passaró, la capital, on juraven obediència a les lleis i discutien els temes comuns. Després de la guerra del Peloponès el poder dels molossos va augmentar fins que Alexandre conegut també com Alexandre Molós, el germà d'Olímpia, la mare d'Alexandre el Gran, va prendre el control de totes les tribus epirotes i es va nomenar rei de l'Epir encetant la nissaga dels reis del país.
Es creia que Molós havia estat l'heroi epònim d'aquest poble. Els reis de l'Epir deien que eren descendents d'Èac, i d'aquest Molós.

## Reis
- Alexandre I de l'Epir
- Aidoneu
- Pirros